# Garnidelia
Garnidelia (em japonês:  ガルニデリアestilizado como GARNiDELiA) é um grupo musical japonês que tem contrato com a Defstar Records, formado por Mai Mizuhashi, mais conhecida por Maria, e pelo produtor Yoshinori Abe, mais conhecido por Toku.

## História
A primeira colaboração da dupla foi na canção "Color", que foi utilizada na abertura do anime Freezing. O nome da dupla veio da expressão francesa "Le Palais Garnier de Maria" (Maria's Opera), e da lua Cordélia, que foi descoberta em 1978, ano de nascimento de Toku.
Em 2014, eles fizeram sua estreia sob a gravadora Defstar Records com o single "Ambiguous", que foi lançado no dia 5 de março de 2014, cuja música foi utilizada como tema da segunda abertura do animê de 2013 Kill la Kill. 
Mais tarde naquele ano, Maria cantou a música "Daze", que foi usada como tema de abertura do animê de 2014 Mekakucity Actors. O segundo single "Grilletto", que foi lançado em 30 de julho de 2014, foi utilizado como tema da segunda abertura do animê The Irregular at Magic High School. O terceiro single "Blazing", que foi lançado em 29 de outubro de 2014, foi utilizado como tema da primeira abertura do animê Gundam Reconguista in G. Seu álbum de estreia "Linkage Ring" foi lançado no final de janeiro de 2015. O quarto single "Mirai", que foi lançado em 13 de maio de 2015, foi usada como tema de encerramento do animê Gunslinger Stratos.A música "Désir", lançada em 23 de agosto de 2017 foi usada como tema de encerramento do anime Fate/Apocrypha. A música Speed Star em 2017

## Discografia

### Álbuns

#### Álbuns de estúdio
| Ano  | Detalhes | Posições na Oricon |
| ---- | --- | ------------------ |
| 2015 | Linkage Ring - Lançamento: 21 de janeiro de 2015 - Gravadora: DefSTAR RECORDS (DFCL-2114) - Formato: CD, CD+DVD, CD+BD             | 11                 |
| 2016 | Violet Cry - Lançamento: 14 de dezembro de 2016 - Gravadora: SME Records (SECL-2091) - Formato: CD, CD+DVD, CD+BD                  | 21                 |
| 2018 | G.R.N.D. - Lançamento: 28 de março de 2018 - Gravadora: Sacra Music (VVCL-1197, VVCL-1199, VVCL-1201) - Formato: CD, CD+DVD, CD+BD | 12                 |

#### Compilações
| Ano  | Detalhes | Posições na Oricon |
| ---- | --- | ------------------ |
| 2015 | BiRTHiA (Indies best) - Lançamento: 26 de agosto de 2015 - Gravadora: SME Records (SECL-1754) - Formato: CD, CD+DVD                                                 | 27                 |
| 2018 | Kyouki Ranbu (響喜乱舞, Dancing Wildly with Joy) - Lançamento: 26 de setembro de 2018 - Gravadora: Sacra Music (VVCL-1296~7, VVCL-1298) - Formato: CD, CD+Photobook | 14                 |

#### Mini álbuns
| Ano  | Detalhes                                                                             |
| ---- | ------------------------------------------------------------------------------------ |
| 2010 | ONE - Lançamento: 31 de dezembro de 2010 - Formato: Digital download                 |
| 2012 | PLUSLIGHTS -21248931- - Lançamento: 11 de agosto de 2012 - Formato: Digital download |

### Singles
| Ano                                                               | Canção | Melhor posição na Oricon | Álbum        |
| ----------------------------------------------------------------- | --- | ------------------------ | ------------ |
| 2011                                                              | PRAYER - Lançamento: 1 de maio de 2011 | —                        |              |
| 2014                                                              | ambiguous (tema de abertura de Kill la Kill) - Lançamento: 5 de março de 2014                                                                     | 15                       | Linkage Ring |
| 2014                                                              | grilletto (tema de abertura de The Irregular at Magic High School) - Lançamento: 30 de julho de 2014                                              | 17                       | Linkage Ring |
| 2014                                                              | BLAZING (tema de abertura de Gundam Reconguista in G) - Lançamento: 29 de outubro de 2014                                                         | 14                       | Linkage Ring |
| 2015                                                              | MIRAI (Gunslinger Stratos ending theme) - Lançamento: 13 de maio de 2015                                                                          | 29                       | Violet Cry   |
| 2016                                                              | Yakusoku -Promise Code- (約束 -Promise code-, Promise -Promise Code-) (tema de encerramento de Qualidea Code) - Lançamento: 17 de agosto de 2016  | 20                       | Violet Cry   |
| 2017                                                              | Speed Star (tema de encerramento de The Irregular at Magic High School The Movie: The Girl Who Calls the Stars) - Lançamento: 14 de junho de 2017 | 11                       | G.R.N.D.     |
| 2017                                                              | Désir (tema de encerramento de Fate/Apocrypha) - Lançamento: 23 de agosto de 2017                                                                 | 14                       | G.R.N.D.     |
| 2017                                                              | Aikotoba (アイコトバ, Password) (tema de abertura de Anime-Gataris) - Lançamento: 1 de novembro de 2017                                           | 21                       | G.R.N.D.     |
| 2018                                                              | Error (tema de abertura de Beatless) - Lançamento: 31 de janeiro de 2018                                                                          | 22                       | G.R.N.D.     |
| "—" denota álbuns lançados que não entraram nas paradas musicais. | |                          |              |

#### Colaborações em singles
| Ano  | Canção                                                                                           | Melhor posição na Oricon | Álbum        | Nota                                                    |
| ---- | ------------------------------------------------------------------------------------------------ | ------------------------ | ------------ | ------------------------------------------------------- |
| 2016 | Clever (com ClariS) (tema de encerramento de Qualidea Code) - Lançamento: 14 de setembro de 2016 | 21                       | Fairy Castle | A canção é incluída no quarto ábum de estúdio de ClariS |

#### Singles digitais
| Ano  | Canção                                                                                                  | Álbum        |
| ---- | --- | ------------ |
| 2013 | Break down - Lançamento: 2 de dezembro de 2013                                                          | BiRTHiA      |
| 2014 | True High - Lançamento: 15 de janeiro de 2014                                                           | Linkage Ring |
| 2016 | Burning Soul - Lançamento: 13 de abril de 2016                                                          | Violet Cry   |
| 2016 | Gokuraku Jodo (極楽浄土, Paradise) - Lançamento: 17 de julho de 2016                                    | Violet Cry   |
| 2016 | Yakusoku -Promise Code- (約束 -Promise code-, Promise -Promise Code-) - Lançamento: 7 de agosto de 2016 | Violet Cry   |
| 2017 | Tougen Renka (桃源恋歌, Tougen Renka) - Lançamento: 15 de maio de 2017                                  | G.R.N.D.     |
| 2018 | Kureha Itoshiuta (紅葉愛唄, Kureha Itoshiuta) - Lançamento: 5 de fevereiro de 2018                      | G.R.N.D.     |
| 2018 | avra K'Davarah (アブラカダブラ) - Lançamento: 23 de julho de 2018                                       |              |
| 2018 | Kyoukiranbu (響喜乱舞) - Lançamento: 20 de setembro de de 2018                                          |              |